# Central nuclear de Gentilly
La Central nuclear de Gentilly está situada en Bécancour, Quebec. El nombre de la instalación procede del suburbio de Gentilly, en el cual está ubicada, de la ciudad de Bécancour (la cual, a su vez, es un suburbio de Trois-Rivières).
La planta de Gentilly contiene los únicos reactores de energía en Quebec (también hay un reactor SLOWPOKE en la Escuela Politécnica) y comprende dos reactores nucleares uno un prototipo CANDU-BWR, y otro un reactor CANDU) situado en la orilla sur del Río San Lorenzo. La instalación se construyó por etapas entre 1966–1983 por la corporación provincial de la Corona, Hydro-Québec. Gentilly-1 está cerrado y en proceso de desinstalación, mientras que Gentilly-2 está en funcionamiento.

## Gentilly-1

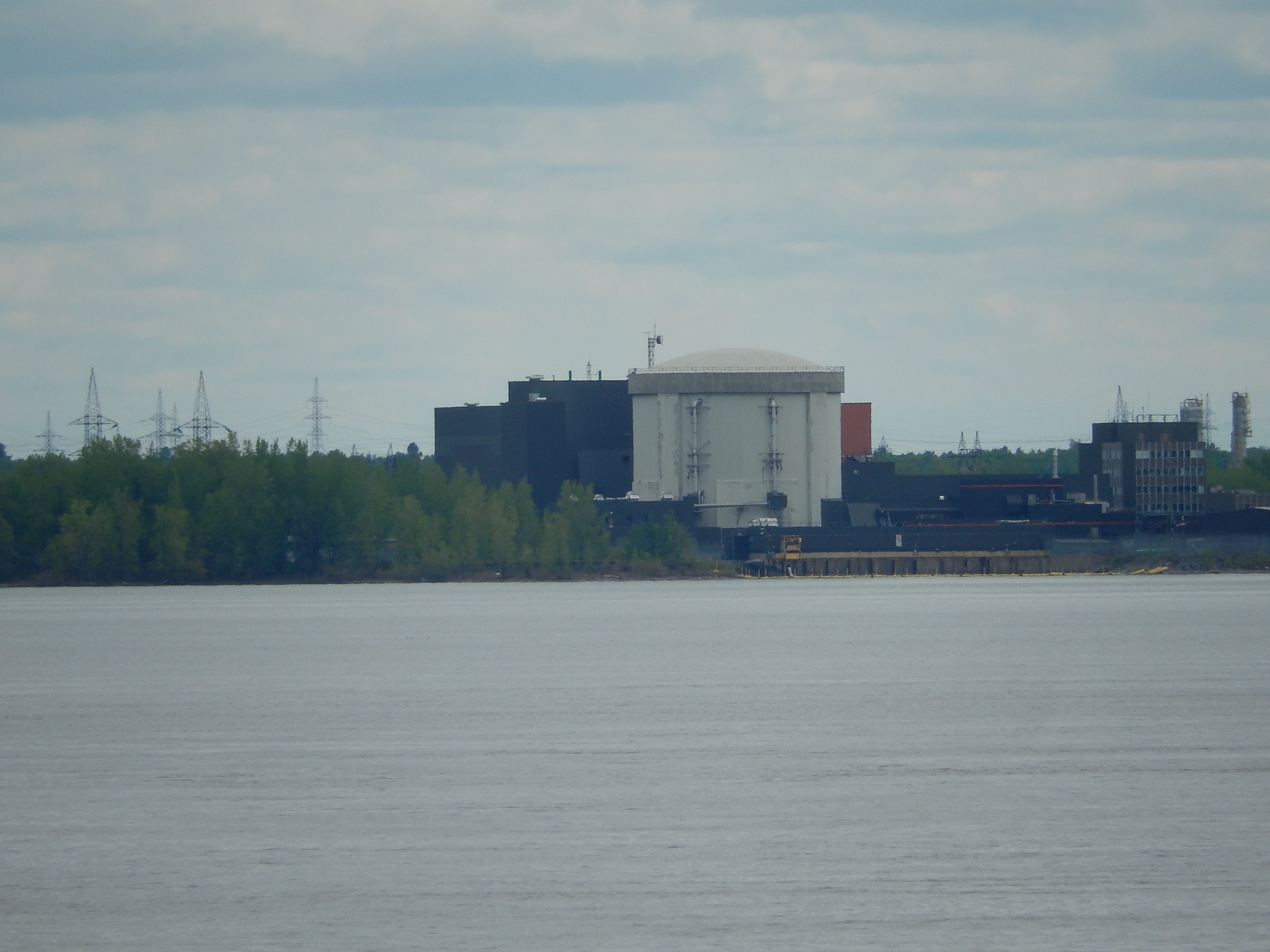
Gentilly 2 vista desde Champlain

Gentilly-1 fue un prototipo de un reactor CANDU-BWR. Se diseñó para una potencia de salida neta de 250 MW(e), una potencia bastante reducida que se esperaba que pudiera ser determinante para su exportación a países en vías de desarrollo. El reactor tenía varias características únicas entre los reactores CANDU, incluyendo los tubos de presión orientados verticalmente (lo que permitía el uso de una sola máquina de repostado por encima del núcleo), y refrigerante de agua ligera. Estas características pretendían reducir el coste y la complejidad de la unidad, para hacerla atractiva para la exportación. No obstante, el diseño no tuvo éxito, y en el transcurso de 7 años, sólo registró 180 días de funcionamiento. Gentilly-1 ya no está operativo.

## Gentilly-2
Gentilly-2 es un reactor CANDU-600 estándar, parecido al de Point Lepreau Nuclear Generating Station. El CANDU-600 es un tipo de reactor que ha tenido éxito y ha sido exportado a Corea del Sur, Argentina, Rumania y China. La planta tiene una potencia de salida neta de 638 MW(e). A diferencia del reactor adjunto Gentilly-1 reactor, el Gentilly-2 ha tenido un excelente registro de servicio desde que arrancó en 1982, y está previsto su apagado para actualización hacia 2007. 
El futuro de la planta todavía no es seguro; produce sólo el 3% del suministro provincial de energía (Quebec tiene grandes plantas hidroeléctricas al norte de la provincia), e Hydro-Québec puede decidir su cierre y desinstalación antes que pagar por una costosa actualización.